# Daniel Högger
Daniel Högger (* 30. Januar 1706 in St. Gallen; † 21. Juni 1784 ebenda) war Bürgermeister der Stadt St. Gallen in der Schweiz.

## Leben
Daniel Högger wurde als Sohn des Herman Högger, der in der Schneiderzunft vertreten war, geboren.
Er ging zum Militär und stieg bis zum Kapitänleutnant auf. Nachdem er das Militär verlassen hatte, wurde er 1748 Richter und war als Eisenhändler in der Schmiedezunft, dort wurde er 1753 Zunftmeister. Bevor er 1754 Ratsherr wurde, war er zuvor noch zum Salzdirektor (Vorsteher des Salzamtes) gewählt worden und vertrat von 1754 bis 1783 im Dreijahresturnus die höchsten Stadtämter Altbürgermeister, Reichsvogt und Amtsbürgermeister (ab 1761 abwechselnd mit Caspar Bernet und Hans Joachim Steinmann; ab 1765 abwechselnd mit Heinrich Schlumpf (1702–1783) und Hans Joachim Steinmann).
Er wurde auch wiederholt mit diplomatischen Missionen betraut und verteidigte 1777 in Solothurn die Interessen der sankt-gallischen Kaufleute in Frankreich. Am 28. Mai 1777 wurden die seit 1516 durchgängig bevorzugten Beziehungen zwischen Frankreich und der Schweiz in einem Bündnisvertrag durch Ludwig XVI. bestätigt. Dieses Bündnis behandelte die Dreizehn Alten Orte der Eidgenossenschaft als souveräne Republiken; zuvor hatte Frankreich seit 1715 das Recht, sich in innere Streitigkeiten einzumischen. Nach dem neuen Vertrag versprachen sich die Vertragspartner nur noch, sich gegenseitig zu verteidigen.
Daniel Högger pflegte eine Freundschaft mit Laurenz Zellweger.
Daniel Högger heiratete in erster Ehe 1734 Martha, eine Tochter des Dominik Schirmer. In zweiter Ehe war er seit 1747 mit Elsbetha, Tochter des Paul Schlumpf, Ratsherr und Mitglied der Gesellschaft zum Notenstein, und in dritter Ehe seit 1762 mit der Witwe des David Zollikofer (1687–1760), Marie Felicitas (* 3. Dezember 1712; † 23. November 1780), Tochter des Niklaus Zollikofer, ebenfalls Mitglied der Gesellschaft zum Notenstein, verheiratet.